# Wahlkreis Lecco (Camera dei deputati)
Der Wahlkreis Lecco war von 1993 bis 2005 und ist seit 2017 wieder ein Wahlkreis (italienisch collegio elettorale) für die Wahl der Abgeordnetenkammer.

## Von 1993 bis 2005

### Wahlkreisgebiet
Der Wahlkreis umfasste 22 Gemeinden: Abbadia Lariana, Ballabio, Barzio, Calolziocorte, Cassina Valsassina, Civate, Cremeno, Galbiate, Garlate, Lecco, Lierna, Malgrate, Mandello del Lario, Moggio, Morterone, Olginate, Pasturo, Pescate, Suello, Valgreghentino, Valmadrera und Vercurago.

### Wahlergebnisse

#### Parlamentswahl 1994

##### Direktstimmen
| Kandidaten               | Kandidaten              | Parteien                                 | Stimmen | %    |
| ------------------------ | ----------------------- | ---------------------------------------- | ------- | ---- |
|                          | Roberto Castelligewählt | Polo delle Libertà (FI – LN – CCD – UdC) | 49.380  | 52,8 |
|                          | Luigi Buscaglia         | Progressisti                             | 17.939  | 19,2 |
|                          | Marco Cariboni          | Patto per l’Italia                       | 17.830  | 19,1 |
|                          | Giovanni Chiesa         | Alleanza Nazionale                       | 4.578   | 4,9  |
|                          | Luca Cesana             | Lista Marco Pannella – Riformatori       | 3.855   | 4,1  |
| Gesamt                   | Gesamt                  | Gesamt                                   | 93.582  | 100  |
|                          |                         |                                          |         |      |
| Ungültige Stimmen        | Ungültige Stimmen       | Ungültige Stimmen                        | 5.060   | 5,1  |
| Wähler                   | Wähler                  | Wähler                                   | 98.642  | 93,0 |
| Wahlberechtigte          | Wahlberechtigte         | Wahlberechtigte                          | 106.104 |      |
|                          |                         |                                          |         |      |
| Quelle: Innenministerium |                         |                                          |         |      |

##### Listenstimmen
| Parteien                             | Parteien             | Parteien                           | Stimmen | %    |
| ------------------------------------ | -------------------- | ---------------------------------- | ------- | ---- |
|                                      | Polo delle Libertà   | Lega Nord                          | 23.723  | 25,1 |
| Forza Italia                         | Polo delle Libertà   | 20.728                             | 22,0    |      |
| ↳ Gesamt                             | Polo delle Libertà   | 44.451                             | 47,1    |      |
|                                      | Progressisti         | Partito Democratico della Sinistra | 9.538   | 10,1 |
| Partito della Rifondazione Comunista | Progressisti         | 4.258                              | 4,5     |      |
| Federazione dei Verdi                | Progressisti         | 2.575                              | 2,7     |      |
| Partito Socialista Italiano          | Progressisti         | 1.440                              | 1,5     |      |
| La Rete                              | Progressisti         | 1.398                              | 1,5     |      |
| ↳ Gesamt                             | Progressisti         | 19.209                             | 20,3    |      |
|                                      | Patto per l’Italia   | Partito Popolare Italiano          | 12.898  | 13,7 |
| Patto Segni                          | Patto per l’Italia   | 6.278                              | 6,7     |      |
| ↳ Gesamt                             | Patto per l’Italia   | 19.176                             | 20,3    |      |
|                                      | Alleanza Nazionale   | Alleanza Nazionale                 | 4.184   | 4,4  |
|                                      | Lista Marco Pannella | Lista Marco Pannella               | 4.180   | 4,4  |
|                                      | Lega Alpina Lumbarda | Lega Alpina Lumbarda               | 3.195   | 3,4  |
| Gesamt                               | Gesamt               | Gesamt                             | 94.395  | 100  |
|                                      |                      |                                    |         |      |
| Ungültige Stimmen                    | Ungültige Stimmen    | Ungültige Stimmen                  | 4.248   | 4,3  |
| Wähler                               | Wähler               | Wähler                             | 98.643  | 93,0 |
| Wahlberechtigte                      | Wahlberechtigte      | Wahlberechtigte                    | 106.104 |      |
|                                      |                      |                                    |         |      |
| Quelle: Innenministerium             |                      |                                    |         |      |

#### Parlamentswahl 1996

##### Direktstimmen
| Kandidaten               | Kandidaten           | Parteien            | Stimmen | %    |
| ------------------------ | -------------------- | ------------------- | ------- | ---- |
|                          | Lamberto Rivagewählt | L’Ulivo             | 33.497  | 36,8 |
|                          | Ferdinando Ceresa    | Lega Nord           | 28.056  | 30,8 |
|                          | Battista Rusconi     | Polo per le Libertà | 27.824  | 30,6 |
|                          | Marcello Olivari     | Fiamma Tricolore    | 1.679   | 1,8  |
| Gesamt                   | Gesamt               | Gesamt              | 91.056  | 100  |
|                          |                      |                     |         |      |
| Ungültige Stimmen        | Ungültige Stimmen    | Ungültige Stimmen   | 5.360   | 5,6  |
| Wähler                   | Wähler               | Wähler              | 96.416  | 90,4 |
| Wahlberechtigte          | Wahlberechtigte      | Wahlberechtigte     | 106.618 |      |
|                          |                      |                     |         |      |
| Quelle: Innenministerium |                      |                     |         |      |

##### Listenstimmen
| Parteien                                          | Parteien                             | Parteien                             | Stimmen | %    |
| ------------------------------------------------- | ------------------------------------ | ------------------------------------ | ------- | ---- |
|                                                   | Polo per le Libertà                  | Forza Italia                         | 18.401  | 20,2 |
| Alleanza Nazionale                                | Polo per le Libertà                  | 6.353                                | 7,0     |      |
| CCD – CDU                                         | Polo per le Libertà                  | 4.755                                | 5,2     |      |
| ↳ Gesamt                                          | Polo per le Libertà                  | 29.509                               | 32,3    |      |
|                                                   | Lega Nord                            | Lega Nord                            | 27.982  | 30,6 |
|                                                   | L’Ulivo                              | Partito Democratico della Sinistra   | 10.744  | 11,8 |
| Popolari per Prodi (PPI – SVP – PRI – UD – Prodi) | L’Ulivo                              | 7.990                                | 8,7     |      |
| Rinnovamento Italiano                             | L’Ulivo                              | 4.199                                | 4,6     |      |
| Federazione dei Verdi                             | L’Ulivo                              | 2.679                                | 2,9     |      |
| ↳ Gesamt                                          | L’Ulivo                              | 25.612                               | 28,0    |      |
|                                                   | Partito della Rifondazione Comunista | Partito della Rifondazione Comunista | 5.567   | 6,1  |
|                                                   | Lista Pannella – Sgarbi              | Lista Pannella – Sgarbi              | 2.122   | 2,3  |
|                                                   | Fiamma Tricolore                     | Fiamma Tricolore                     | 526     | 0,6  |
| Gesamt                                            | Gesamt                               | Gesamt                               | 91.318  | 100  |
|                                                   |                                      |                                      |         |      |
| Ungültige Stimmen                                 | Ungültige Stimmen                    | Ungültige Stimmen                    | 5.102   | 5,3  |
| Wähler                                            | Wähler                               | Wähler                               | 96.420  | 90,4 |
| Wahlberechtigte                                   | Wahlberechtigte                      | Wahlberechtigte                      | 106.618 |      |
|                                                   |                                      |                                      |         |      |
| Quelle: Innenministerium                          |                                      |                                      |         |      |

#### Parlamentswahl 2001

##### Direktstimmen
| Kandidaten               | Kandidaten                | Parteien           | Stimmen | %    |
| ------------------------ | ------------------------- | ------------------ | ------- | ---- |
|                          | Carlo Giovanardigewählt   | Casa delle Libertà | 41.280  | 47,5 |
|                          | Antonio Rusconi           | L’Ulivo            | 37.121  | 42,7 |
|                          | Vincenzo Laurendi         | Lista Di Pietro    | 3.578   | 4,1  |
|                          | Luca Cesana               | Lista Emma Bonino  | 3.014   | 3,5  |
|                          | Giuseppe Massimo Graziano | Democrazia Europea | 1.987   | 2,3  |
| Gesamt                   | Gesamt                    | Gesamt             | 86.980  | 100  |
|                          |                           |                    |         |      |
| Ungültige Stimmen        | Ungültige Stimmen         | Ungültige Stimmen  | 6.279   | 6,7  |
| Wähler                   | Wähler                    | Wähler             | 93.259  | 86,8 |
| Wahlberechtigte          | Wahlberechtigte           | Wahlberechtigte    | 107.476 |      |
|                          |                           |                    |         |      |
| Quelle: Innenministerium |                           |                    |         |      |

##### Listenstimmen
| Parteien                       | Parteien                             | Parteien                               | Stimmen | %    |
| ------------------------------ | ------------------------------------ | -------------------------------------- | ------- | ---- |
|                                | Casa delle Libertà                   | Forza Italia                           | 26.967  | 31,0 |
| Lega Nord                      | Casa delle Libertà                   | 13.156                                 | 15,1    |      |
| Alleanza Nazionale             | Casa delle Libertà                   | 5.153                                  | 5,9     |      |
| CCD – CDU                      | Casa delle Libertà                   | 1.663                                  | 1,9     |      |
| Nuovo PSI                      | Casa delle Libertà                   | 681                                    | 0,8     |      |
| ↳ Gesamt                       | Casa delle Libertà                   | 47.620                                 | 54,7    |      |
|                                | L’Ulivo                              | La Margherita (Dem – PPI – RI – Udeur) | 15.850  | 18,2 |
| Democratici di Sinistra        | L’Ulivo                              | 8.579                                  | 9,8     |      |
| Il Girasole (FdV – SDI)        | L’Ulivo                              | 1.438                                  | 1,7     |      |
| Partito dei Comunisti Italiani | L’Ulivo                              | 1.164                                  | 1,3     |      |
| ↳ Gesamt                       | L’Ulivo                              | 27.031                                 | 31,0    |      |
|                                | Partito della Rifondazione Comunista | Partito della Rifondazione Comunista   | 3.826   | 4,4  |
|                                | Lista Di Pietro                      | Lista Di Pietro                        | 3.402   | 3,9  |
|                                | Lista Emma Bonino                    | Lista Emma Bonino                      | 2.210   | 2,5  |
|                                | Democrazia Europea                   | Democrazia Europea                     | 1.344   | 1,5  |
|                                | Partito Pensionati                   | Partito Pensionati                     | 1.122   | 1,3  |
|                                | Fiamma Tricolore                     | Fiamma Tricolore                       | 410     | 0,5  |
|                                | Basta! – I Liberaldemocratici        | Basta! – I Liberaldemocratici          | 124     | 0,1  |
|                                | Abolizione Scorporo                  | Abolizione Scorporo                    | 28      | 0,0  |
| Gesamt                         | Gesamt                               | Gesamt                                 | 87.117  | 100  |
|                                |                                      |                                        |         |      |
| Ungültige Stimmen              | Ungültige Stimmen                    | Ungültige Stimmen                      | 6.149   | 6,6  |
| Wähler                         | Wähler                               | Wähler                                 | 93.266  | 86,8 |
| Wahlberechtigte                | Wahlberechtigte                      | Wahlberechtigte                        | 107.476 |      |
|                                |                                      |                                        |         |      |
| Quelle: Innenministerium       |                                      |                                        |         |      |

## Von 2017 bis 2020

### Wahlkreisgebiet
Der Wahlkreis umfasste Gemeinden: 

### Wahlergebnisse

#### Parlamentswahl 2018
| Kandidaten               | Kandidaten               | Stimmen | %    | Listen                                      | Stimmen | %    |
| ------------------------ | ------------------------ | ------- | ---- | ------------------------------------------- | ------- | ---- |
|                          | Alessio Buttigewählt     | 67.361  | 50,1 | Lega                                        | 44.561  | 33,1 |
| Forza Italia             | Alessio Buttigewählt     | 67.361  | 50,1 | 16.401                                      | 12,2    |      |
| Fratelli d’Italia        | Alessio Buttigewählt     | 67.361  | 50,1 | 4.899                                       | 3,6     |      |
| Noi con l’Italia – UDC   | Alessio Buttigewählt     | 67.361  | 50,1 | 1.500                                       | 1,1     |      |
|                          | Veronica Tentori         | 33.224  | 24,7 | Partito Democratico                         | 28.597  | 21,3 |
| +Europa                  | Veronica Tentori         | 33.224  | 24,7 | 3.480                                       | 2,6     |      |
| Civica Popolare          | Veronica Tentori         | 33.224  | 24,7 | 712                                         | 0,5     |      |
| Italia Europa Insieme    | Veronica Tentori         | 33.224  | 24,7 | 435                                         | 0,3     |      |
|                          | Costantino Anghileri     | 25.243  | 18,8 | Movimento 5 Stelle                          | 25.243  | 18,8 |
|                          | Riccardo Mariani         | 3.653   | 2,7  | Liberi e Uguali                             | 3.653   | 2,7  |
|                          | Rita Carla Bizzoco       | 1.152   | 0,9  | CasaPound Italia                            | 1.152   | 0,9  |
|                          | Valentina Marcucci       | 894     | 0,7  | Potere al Popolo!                           | 894     | 0,7  |
|                          | Oscar Caroppo            | 813     | 0,6  | Italia agli Italiani (FT – FN)              | 813     | 0,6  |
|                          | Giacomina Pozzi          | 754     | 0,6  | Il Popolo della Famiglia                    | 754     | 0,6  |
|                          | Matteo Elia              | 328     | 0,2  | Per una Sinistra Rivoluzionaria (SCR – PCL) | 328     | 0,2  |
|                          | Diego Maggi              | 309     | 0,2  | Grande Nord                                 | 309     | 0,2  |
|                          | Marco Rizzelli           | 299     | 0,2  | 10 Volte Meglio                             | 299     | 0,2  |
|                          | Sabina Baggioli          | 275     | 0,2  | Partito Valore Umano                        | 275     | 0,2  |
|                          | Cristina Viola           | 116     | 0,1  | Partito Repubblicano Italiano – ALA         | 116     | 0,1  |
|                          | Elisabetta Amanda Piterà | 90      | 0,1  | Blocco Nazionale per le Libertà             | 90      | 0,1  |
| Gesamt                   | Gesamt                   | 134.511 | 100  |                                             | 134.511 | 100  |
|                          |                          |         |      |                                             |         |      |
| Ungültige Stimmen        | Ungültige Stimmen        | 4.802   | 3,4  |                                             |         |      |
| Wähler                   | Wähler                   | 139.313 | 78,4 |                                             |         |      |
| Wahlberechtigte          | Wahlberechtigte          | 177.607 |      |                                             |         |      |
|                          |                          |         |      |                                             |         |      |
| Quelle: Innenministerium |                          |         |      |                                             |         |      |

## Seit 2020

### Wahlkreisgebiet
| Wahlkreise – Camera dei deputati – Lombardei | Wahlkreise – Camera dei deputati – Lombardei | Wahlkreise – Camera dei deputati – Lombardei |
| Provinz                                      | Provinz                                      | Gemeinden nach Provinzen ⮞ Wahlkreis |
| -------------------------------------------- | -------------------------------------------- | --- |
|                                              | Metropolitanstadt Mailand (133 Gemeinden)    | ↳ Lombardei 1: Teil Mailands ⮞ Wahlkreis Mailand – Bande Nere Teil Mailands ⮞ Wahlkreis Mailand – Buenos Aires – Venezia Teil Mailands ⮞ Wahlkreis Mailand – Loreto 40 ⮞ Wahlkreis Rozzano 31 ⮞ Wahlkreis Legnano 33 ⮞ Wahlkreis Cologno Monzese 17 ⮞ Wahlkreis Sesto San Giovanni ↳ Lombardei 4: 11 ⮞ Wahlkreis Lodi |
|                                              | Provinz Bergamo (243 Gemeinden)              | ↳ Lombardei 2: 36 ⮞ Wahlkreis Lecco ↳ Lombardei 3: 117 ⮞ Wahlkreis Bergamo 90 ⮞ Wahlkreis Treviglio |
|                                              | Provinz Brescia (205 Gemeinden)              | ↳ Lombardei 3: 37 ⮞ Wahlkreis Brescia 46 ⮞ Wahlkreis Desenzano del Garda 112 ⮞ Wahlkreis Lumezzane ↳ Lombardei 4: 10 ⮞ Wahlkreis Cremona |
|                                              | Provinz Como (148 Gemeinden)                 | 66 ⮞ Wahlkreis Como 82 ⮞ Wahlkreis Sondrio |
|                                              | Provinz Cremona (113 Gemeinden)              | alle ⮞ Wahlkreis Cremona |
|                                              | Provinz Lecco (84 Gemeinden)                 | alle ⮞ Wahlkreis Lecco |
|                                              | Provinz Lodi (60 Gemeinden)                  | alle ⮞ Wahlkreis Lodi |
|                                              | Provinz Mantua (64 Gemeinden)                | alle ⮞ Wahlkreis Mantua |
|                                              | Provinz Monza und Brianza (55 Gemeinden)     | 30 ⮞ Wahlkreis Monza 25 ⮞ Wahlkreis Seregno |
|                                              | Provinz Pavia (186 Gemeinden)                | 157 ⮞ Wahlkreis Pavia 29 ⮞ Wahlkreis Lodi |
|                                              | Provinz Sondrio (77 Gemeinden)               | alle ⮞ Wahlkreis Sondrio |
|                                              | Provinz Varese (138 Gemeinden)               | 101 ⮞ Wahlkreis Varese 37 ⮞ Wahlkreis Busto Arsizio |

Der Wahlkreis umfasst 120 Gemeinden: 
- alle 84 Gemeinden der Provinz Lecco;
- 36 Gemeinden der Provinz Bergamo.

### Wahlergebnisse

#### Parlamentswahl 2022
| Kandidaten                          | Kandidaten           | Stimmen | %    | Listen                                                  | Stimmen | %    |
| ----------------------------------- | -------------------- | ------- | ---- | ------------------------------------------------------- | ------- | ---- |
|                                     | Maurizio Lupigewählt | 131.294 | 54,8 | Fratelli d’Italia                                       | 70.703  | 29,5 |
| Lega per Salvini Premier            | Maurizio Lupigewählt | 131.294 | 54,8 | 38.606                                                  | 16,1    |      |
| Forza Italia                        | Maurizio Lupigewählt | 131.294 | 54,8 | 19.167                                                  | 8,0     |      |
| Noi Moderati                        | Maurizio Lupigewählt | 131.294 | 54,8 | 2.818                                                   | 1,2     |      |
|                                     | Laura Bartesaghi     | 58.178  | 24,3 | Partito Democratico – Italia Democratica e Progressista | 40.583  | 16,9 |
| Alleanza Verdi e Sinistra           | Laura Bartesaghi     | 58.178  | 24,3 | 9.094                                                   | 3,8     |      |
| +Europa                             | Laura Bartesaghi     | 58.178  | 24,3 | 7.729                                                   | 3,2     |      |
| Impegno Civico – Centro Democratico | Laura Bartesaghi     | 58.178  | 24,3 | 772                                                     | 0,3     |      |
|                                     | Stefano Motta        | 24.758  | 10,3 | Azione – Italia Viva                                    | 24.758  | 10,3 |
|                                     | Giovanni Galimberti  | 13.573  | 5,7  | Movimento 5 Stelle                                      | 13.573  | 5,7  |
|                                     | Emanuele Greco       | 4.358   | 1,8  | Italexit per l’Italia                                   | 4.358   | 1,8  |
|                                     | Lorenzo Lambrughi    | 2.516   | 1,1  | Italia Sovrana e Popolare                               | 2.516   | 1,1  |
|                                     | Raffaela Lamberti    | 2.326   | 1,0  | Unione Popolare                                         | 2.326   | 1,0  |
|                                     | Carlo Barresi        | 2.320   | 1,0  | Vita                                                    | 2.320   | 1,0  |
|                                     | Caterina Domingo     | 266     | 0,1  | Noi di Centro – Europeisti                              | 266     | 0,1  |
| Gesamt                              | Gesamt               | 239.589 | 100  |                                                         | 239.589 | 100  |
|                                     |                      |         |      |                                                         |         |      |
| Ungültige Stimmen                   | Ungültige Stimmen    | 10.847  | 4,3  |                                                         |         |      |
| Wähler                              | Wähler               | 250.436 | 71,4 |                                                         |         |      |
| Wahlberechtigte                     | Wahlberechtigte      | 350.618 |      |                                                         |         |      |
|                                     |                      |         |      |                                                         |         |      |
| Quelle: Innenministerium            |                      |         |      |                                                         |         |      |